# ساوالیوو
ساوالیوو (انگلیسی: Savaleyevo) یک شهرک در شهرستان کارماسکالینسکی استان باشقیرستان کشور روسیه است.